# Power (Ellie Goulding)
Power è un singolo della cantante britannica Ellie Goulding, pubblicato il 21 maggio 2020 come secondo estratto dal quarto album in studio Brightest Blue.

## Pubblicazione
Il 20 maggio 2020 la cantante ha annunciato la canzone tramite i propri social media, rivelandone nell'occasione sia una parte del video musicale che la data di pubblicazione prevista per il giorno seguente.

## Descrizione
Il brano contiene un'interpolazione tratta dalla canzone Be the One di Dua Lipa del 2015.

## Video musicale
Il video musicale è stato reso disponibile il 21 maggio 2020, in concomitanza con l'uscita del singolo.

## Tracce
Testi e musiche di Ellie Goulding, Jamie Scott, Jonathan Charles Coffer, David Paich, Jack Tarrant, Lucy Taylor e Nicholas Gale.
1. Power – 3:11

## Formazione
Musicisti
- Ellie Goulding – voce
- Jonny Coffer – basso, programmazione della batteria, chitarra, tastiera
- Beau Blaise – programmazione aggiuntiva
- Olivia Williams – arrangiamento corale
- Nicky Brown – direzione d'orchestra

Produzione
- Jamie Scott – co-produzione
- Jonny Coffer – co-produzione
- Joe Kearns – produzione vocale aggiuntiva
- Martin Hannah – ingegneria del suono
- Adam Miller – ingegneria del suono
- John Hanes – ingegneria del suono
- Șerban Ghenea – missaggio
- Matt Collon – mastering

## Classifiche
| Classifica (2020) | Posizione massima |
| ----------------- | ----------------- |
| Belgio (Vallonia) | 86                |
| Croazia           | 28                |
| Polonia           | 56                |
| Regno Unito       | 86                |